# Simone Louise des Forest
Pour les articles homonymes, voir Pinet (homonymie), Borde et Forest.
Simone Louise Pinet de Borde des Forest, généralement appelée Simone Louise des Forest ou simplement Simone des Forest, est une pilote automobile française, née le 7 mars 1910 à Royan (Charente-Maritime) et morte le 15 novembre 2004 à Vichy (Allier).
Elle participe à des courses automobiles dès 1930.
Son prénom serait aussi à l'origine d'une expression populaire française : « En voiture Simone ! »

## Biographie
La famille de Simone Louise Pinet de Borde des Forest est une ancienne famille du Nivernais, issue de Jean Pinet de Borde des Forest (1688-1758), officier au régiment de Marine-Infanterie. Un des membres de la famille, Jean-Daniel Pinet de Borde des Forest (1742-1801) fut général de brigade et  chevalier de l'Ordre royal et militaire de Saint-Louis. 
Simone est née à Royan en 1910, de parents aisés. Son père était capitaine de cavalerie. Elle passe la première partie de sa vie au château de Fontorte, à Monteignet-sur-l'Andelot près de Gannat, dans le sud de l'Allier.
Elle obtient son permis de conduire en 1929, à l'âge de 19 ans après avoir appris à conduire dans la première auto-école réservée aux femmes, créée à Versailles en 1928 par Suzanne Amélie Meyer. Elle est souvent présentée comme « l'une des premières femmes à avoir obtenu son permis. » Toutefois même si elles étaient  relativement rares, déjà 3 % des titulaires du permis étaient des femmes en 1924 et 34 305 le détenaient en 1928. Un an après son permis, elle court une première épreuve sportive automobile, la course de côte de La Baraque, près de Clermont-Ferrand. Elle entame ensuite une carrière de pilote automobile professionnelle, bousculant ainsi les préjugés de l'époque, participant à de nombreuses courses automobiles et à des rallyes jusqu'en 1957, sans avoir le moindre accident au cours de sa carrière.
En 1931, elle participe à la course Paris-Vichy, pour laquelle sa mère est sa copilote. En 1934, elle concourt au Rallye automobile Monte-Carlo avec son amie Fernande Hustinx au volant d'une Peugeot 301. Parties de Bucarest, en Roumanie, les deux femmes rallient la principauté de Monaco après un voyage de 3 772 km et de nombreuses péripéties, racontées dans un carnet de voyage tenu et illustré par Simone Louise des Forest. Les deux femmes remportent la Coupe des dames.  
En 1935, au même Rallye Monte-Carlo, associée à Odette Siko, elle termine troisième de la Coupe des dames au volant d'une Triumph (36e au général avec une voiture de faible cylindrée, 1 232 cm3 contre plus de 3 000 cm3 pour les deux premières de la Coupe des dames). De nouveau associée à Odette Siko en 1937, ainsi qu'à Hellé Nice et Claire Descollas, elle effectue du 19 au 29 mai des essais de vitesse sur l'autodrome de Montlhéry, avec les huiles moteur Yacco comme sponsor. Sous l'égide d'Odette Siko, et malgré sans doute l'ambiance tendue due à l'hostilité de Simone des Forest et de Claire Descollas à l'égard d'Hellé Nice, le quatuor bat 25 records du monde, dont certains tiennent encore de nos jours[réf. nécessaire]. 
Pendant la Seconde Guerre mondiale, elle conduit un camion de la Croix-Rouge. Par la suite[Quand ?], elle participe au championnat de France des routiers, qu'elle termine à la 10e place[réf. nécessaire]. Admirée des plus grands - dont, semble-t-il, Fangio lui-même - elle se consacre ultérieurement à l'aviation civile. Elle est aussi l'une des premières femmes à ouvrir une auto-école en 1950, à Gannat, où elle enseigne pendant 25 ans.

## Vie personnelle
Elle épouse Ernest Bernard en 1973, à l'âge de 63 ans, et décède le 15 novembre 2004 à l'âge de 94 ans. Elle n'a jamais eu d'enfants.

## Expression populaire «En voiture Simone!»
Son nom est associé à une expression populaire française : « En voiture Simone ! », dont il existait d'abord une version plus longue : « En voiture Simone, c'est toi qui conduis, c'est moi qui klaxonne ! »,
La version courte de cette expression a été grandement popularisée par le jeu télévisé Intervilles, diffusé sur la RTF à partir de 1962. Guy Lux et Léon Zitrone, deux présentateurs célèbres de l'époque, animaient l'émission, chacun défendant avec plus ou moins de bonne foi les couleurs des deux villes qui s'affrontaient au cours d'épreuves diverses. Une troisième animatrice, Simone Garnier, était chargée d'arbitrer les deux parties. L'expression « En voiture Simone ! » lui était ainsi adressée durant l'émission. Guy Lux a assuré un regain de popularité à cette réplique dont il est souvent prétendu qu'il en est le créateur alors qu'elle lui est bien antérieure.